# Lesiëm
Lesiëm é um projeto musical alemão criado em 1999 pelos produtores Sven Meisel e Alex Wende. O projeto combina elementos do rock, pop, eletrônica, new age e música ambiente, bem como utiliza o canto gregoriano e outras formas de música coral. Seu projeto é comparado ao Enigma pelos críticos. Na página oficial existe uma extensiva referência do grupo em influência mística/espiritual.
Lesiëm lançou seu álbum de estréia, "Mystic Spirit Voices", em 2000. Quando o álbum foi lançado nos Estados Unidos em 2002 ele alcançou o número 10 na lista de álbuns New Age mais vendidos da U.S Billboard. Seu segundo álbum, "Chapter 2", foi lançado em 2001 na Europa, e nos Estados Unidos em 2003 sob o título de "Illumination".
Em 4 de abril de 2003 Lesiëm lançou seu álbum completo mais recente, "Times" ("Auracle" nos Estados Unidos), com a participação da cantora e compositora escocesa Maggie Reilly. Em 21 de outubro de 2005 "Times" foi relançado com duas músicas inéditas ("Morgain" e "Morgause", ambas com a participação de Reilly), além de uma versão de "Caritas" previamente constante apenas no single de mesmo nome.

## Discografia
- "Mystic Spirit Voices", Monopol Records, 31 de janeiro de 2000 (U.S. release: Mystic Spirit Voices; IntentCity Records, 2002)[3]

- "Chapter 2", Monopol Records, Koch, 12 de abril de 2001 (U.S. release: Illumination; Intentcity Records, 2003)

- "Times", Monopol Records, Epic / Sony, 4 de abril de 2003 (U. S. release: Auracle; Intentcity Records, 2004)

### Singles
- "Fundamentum", Monopol Records, 10 de janeiro de 2000;
- "Indalo", Monopol Records, 5 de junho de 2000;
- "Liberta", Monopol Records, 2000;
- "Africa", Monopol Records, 21 de março de 2000;
- "Navigator", Monopol Records, 2001;
- "Caritas", Epic/Sony, 16 de dezembro de 2002.

### Audiobooks
- "Der steinige Weg", Monopol Records, 21 de outubro de 2005.

## Status
A atualização mais recente do site oficial do projeto foi efetuada em 23 de agosto de 2007, onde é comunicado que o trabalho para o quarto álbum havia começado e que a Ópera Alemã de Berlim poderia participar de sua gravação novamente, assim como novos solistas em acréscimo aos anteriores.
De acordo com o perfil da Amazon administrado por representantes do projeto, o título do quarto álbum é "Book of Secrets". A mais recente atualização no perfil oficial de Lesiëm no MySpace, feita em 12 de novembro de 2009, afirma que "Book of Secrets" seria lançado na primavera de 2010.
Entretanto, até o momento o álbum não foi disponibilizado e não há notícias posteriores acerca de seu andamento. Dada essa ausência, o status oficial do projeto permanece como ativo, apesar de não ser conhecido se os produtores o finalizaram.